# Kordići Žumberački
 Kordići Žumberački  falu Horvátországban Zágráb megyében. Közigazgatásilag Zsumberkhez tartozik.

## Fekvése
Zágrábtól 48 km-re délnyugatra községközpontjától Kostanjevactól 8 km-re északnyugatra a Zsumberki-hegység déli lejtőin fekszik.

## Története
Az 1830-as urbárium szerint 3 házat és 43 lakost számláltak itt. 1857-ben 58, 1910-ben 75 lakosa volt. Egyházilag a sošicei Szent Péter és Pál plébánia faluja. Trianon előtt Zágráb vármegye Jaskai járásához tartozott. A falunak 2011-ben már csak 5 lakosa volt. Lakói mezőgazdasággal, állattenyésztéssel, szőlőtermesztéssel foglalkoznak.

## Lakosság
| Lakosság változása | Lakosság változása | Lakosság változása | Lakosság változása | Lakosság változása | Lakosság változása | Lakosság változása | Lakosság változása | Lakosság változása | Lakosság változása | Lakosság változása | Lakosság változása | Lakosság változása | Lakosság változása | Lakosság változása | Lakosság változása |
| ------------------ | ------------------ | ------------------ | ------------------ | ------------------ | ------------------ | ------------------ | ------------------ | ------------------ | ------------------ | ------------------ | ------------------ | ------------------ | ------------------ | ------------------ | ------------------ |
| 1857               | 1869               | 1880               | 1890               | 1900               | 1910               | 1921               | 1931               | 1948               | 1953               | 1961               | 1971               | 1981               | 1991               | 2001               | 2011               |
| 58                 | 68                 | 71                 | 69                 | 74                 | 75                 | 77                 | 79                 | 64                 | 60                 | 45                 | 37                 | 15                 | 11                 | 10                 | 5                  |

## Külső hivatkozások
- Žumberak község hivatalos oldala
- A Zsumberki közösség honlapja